# 棕红悬钩子
棕红悬钩子（学名：Rubus rufus）是蔷薇科悬钩子属的植物。分布在泰国、越南以及中国大陆的广西、湖南、云南、江西、贵州、广东、四川、湖北等地，生长于海拔600米至2,500米的地区，一般生于山坡灌丛中及山谷阴处密林中，目前尚未由人工引种栽培。

## 异名
- Rubus rufus Focke var. longipedicellatus Yu et Lu
- Rubus rufus Focke var. palmatifidus Card.